# Oleg Sakirkin
Oleg Sakirkin (rusky Олег Евгеньевич Сакиркин; 23. ledna 1966 – 18. března 2015) byl sovětský atlet, který se věnoval trojskoku.

## Sportovní kariéra
Jeho největším úspěchem byla bronzová medaile na mistrovství světa v Římě v roce 1987. V následující sezóně se stal halovým mistrem Evropy. V roce 1989 dosáhl svého nejlepšího výkonu 17,58 m. Při svém dalším startu na evropském halovém šampionátu v roce 1990 vybojoval stříbrnou medaili. Od roku 1993 reprezentoval Kazachstán.